# Maesa muscosa
Maesa muscosa är en viveväxtart som beskrevs av Wilhelm Sulpiz Kurz. Maesa muscosa ingår i släktet Maesa och familjen viveväxter. Inga underarter finns listade i Catalogue of Life.